# Instituto de Artes da Unicamp
O Instituto de Artes (IA) é uma das unidades da Universidade Estadual de Campinas (UNICAMP).

## História
Pela Lei da criação da universidade, o instituto de Artes já existia por direito desde 1963, porém suas atividades só começaram em 1971.
O Departamento de Música foi o primeiro a ser criado, onde mais tarde se formaram os demais departamentos. A partir de então se organizou uma espécie de cronograma, e as primeiras atividades como concertos, formação de um coro universitário e de um conjunto de instrumentos para verificar a receptividade da comunidade universitária e criar um ambiente adequado para implantar o departamento que, mais tarde, se desenvolveriam atividades de graduação e pós-graduação.

## Cursos graduação
- Artes Visuais
- Comunicação Social – Midialogia
- Dança
- Música - Composição, Instrumento, Licenciatura, Música Popular, Regência Plena e Regência Coral.
- Artes Cênicas

## Festival do Instituto de Artes
Realizado anualmente desde 2000, o Festival do Instituto de Artes (Feia) é o principal espaço de exposição dos alunos do instituto. São organizadas oficinas, espetáculos e exposições de Artes Plásticas, Música, Teatro, Dança e Vídeo, com custos subsidiados por recursos públicos e privados coletados pela organização do festival no decorrer do ano.